# Дамасену Ассис, Раймунду
Райму́нду Дамасе́ну Асси́с (порт. Raymundo Damasceno Assis; род. 15 февраля 1937, Капела-Нова, Бразилия) — бразильский кардинал. Титулярный епископ Новапьетры и вспомогательный епископ Бразилии с 18 июня 1986 по 28 января 2004. Архиепископ Апаресиды с 28 января 2004 по 16 ноября 2016. Председатель епископской конференции Бразилии с 11 мая 2011 по 20 апреля 2015. Кардинал-священник с титулом церкви Иммаколата-аль-Тибуртино с 20 ноября 2010.